# Кастелло-ди-Ростино
Кастелло-ди-Ростино (фр. Castello-di-Rostino, корс. Castellu di Rustinu) — коммуна во Франции, находится в регионе Корсика. Департамент коммуны — Верхняя Корсика. Входит в состав кантона Голо-Морозалья. Округ коммуны — Корте.
Код INSEE коммуны — 2B079.

## Население
Население коммуны на 2008 год составляло 372 человека.
| 1962 | 1968 | 1975 | 1982 | 1990 | 1999 | 2008 |
| ---- | ---- | ---- | ---- | ---- | ---- | ---- |
| 303  | 320  | 286  | 274  | 252  | 277  | 372  |

## Экономика
В 2007 году среди 206 человек в трудоспособном возрасте (15—64 лет) 139 были экономически активными, 67 — неактивными (показатель активности — 67,5 %, в 1999 году было 56,6 %). Из 139 активных работали 125 человек (75 мужчин и 50 женщин), безработных было 14 (4 мужчины и 10 женщин). Среди 67 неактивных 14 человек были учениками или студентами, 15 — пенсионерами, 38 были неактивными по другим причинам.

## Фотогалерея

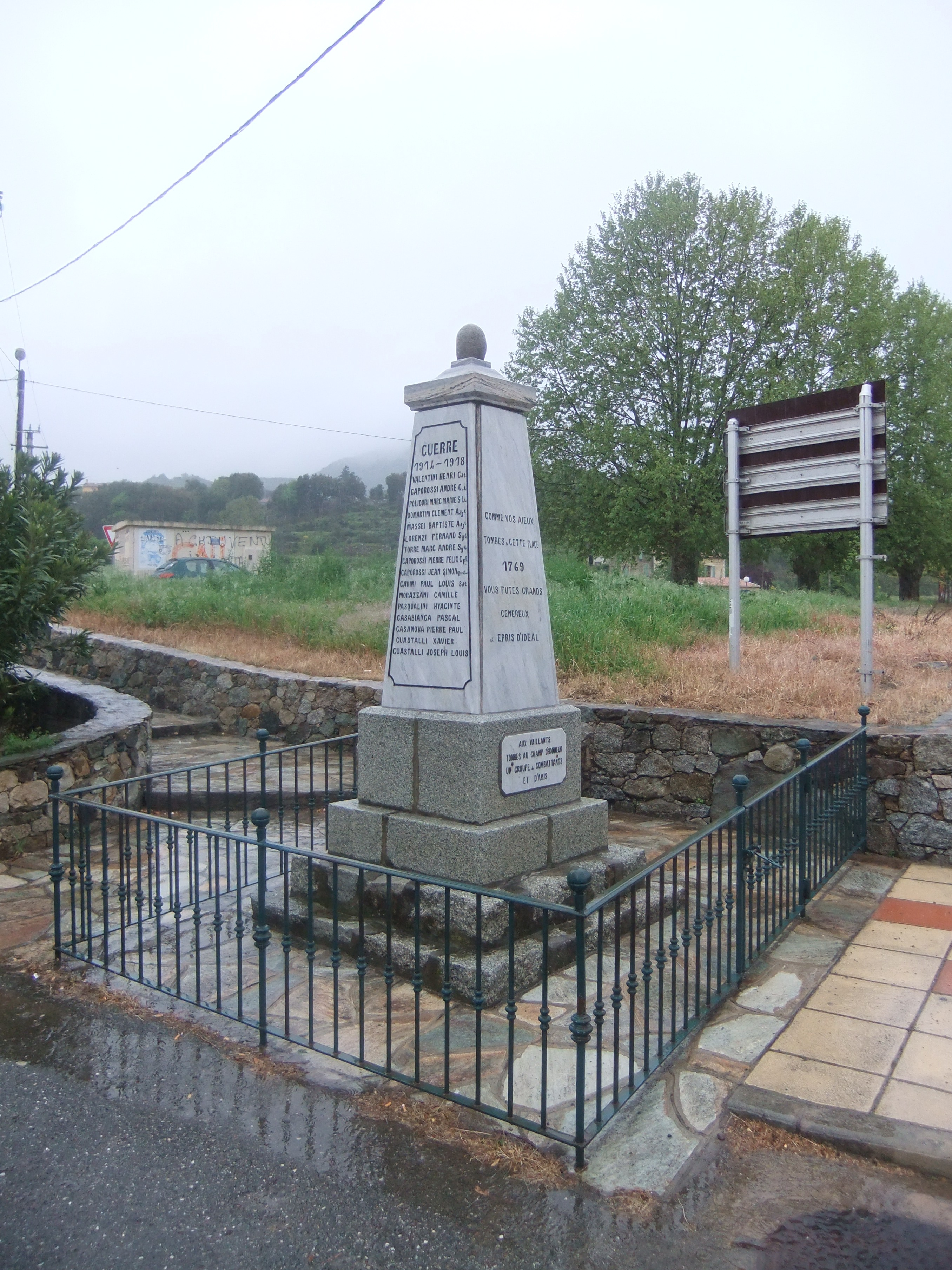
Военный монумент
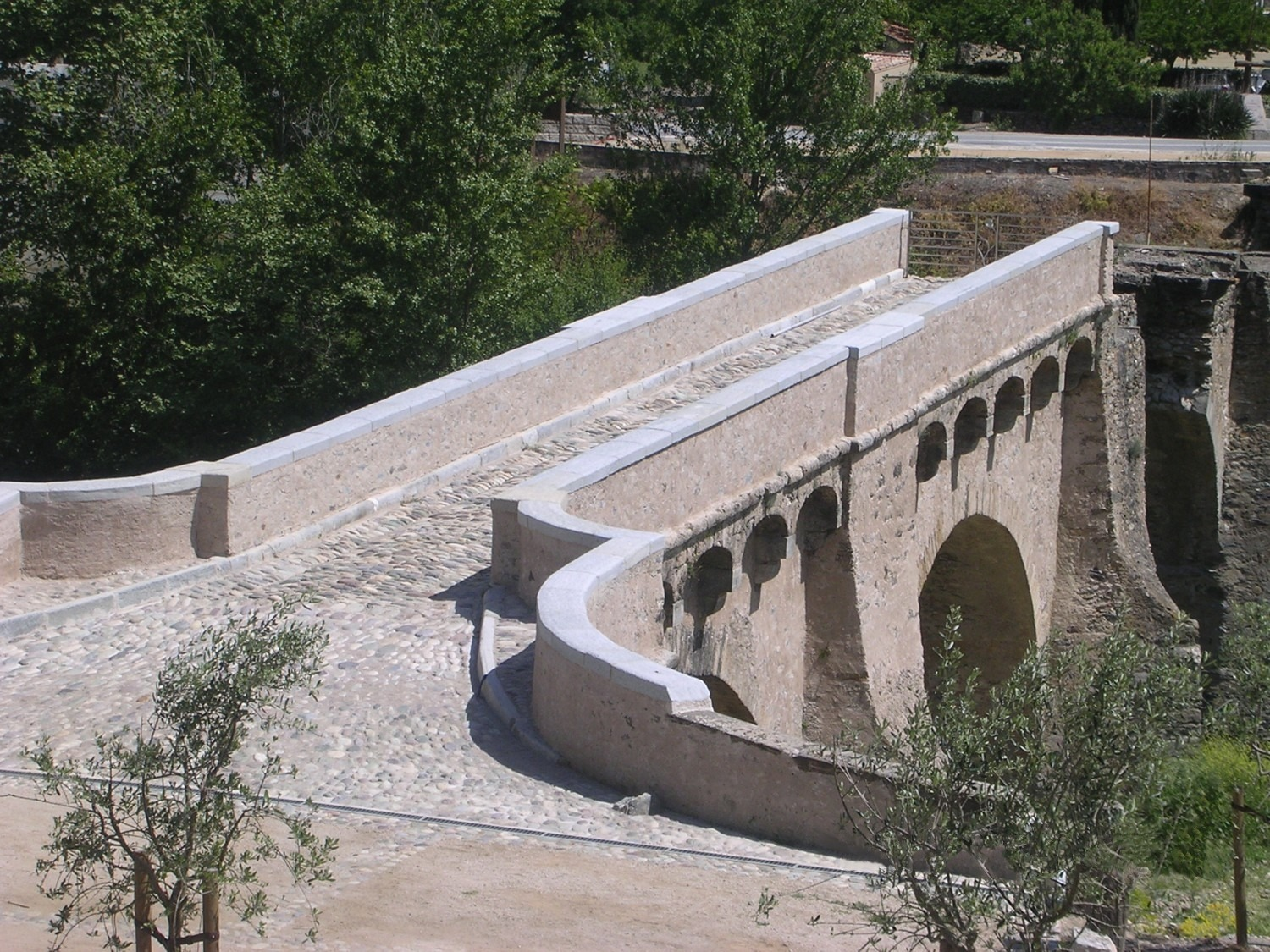
Мост Ponte Novu